# البطولات الفرنسية 1954 (كرة مضرب)
قائمة البطولات الفرنسية لعام 1954 (المعروفة الآن باسم دورة رولان غاروس) :

## الكبار

### فردي رجال
توني ترابرت هزم  أرثر د. لارسن، النتيجة:6-4 7-5 6-1

### فردي سيدات
ماورين كونولي هزمت  جانيت بوكايلي، النتيجة:6-4 6-1